# Paul Davidson (economista)
Paul Davidson (Brooklyn, Nueva York, 23 de octubre de 1930-20 de junio de 2024) fue un macroeconomista estadounidense que es considerado como uno de los más destacados representantes de la rama estadounidense de la Escuela postkeynesiana. Fue un escritor prolífico -habiendo publicado individual o conjuntamente más de veinte libros y sobre doscientos artículos referenciados - y activo participantes en debates, conferencias y simposium internacionales sobre política económica, uso de recursos naturales, materias de desarrollo, política monetaria, asuntos financieros, etc. desde un punto de vista crítico a posiciones ortodoxas.
El doctor Davidson fue también -junto a Sidney Weintraub- fundador y editor del prestigioso Journal of Post Keynesian Economics, editor asociado de Ekonomia, la revista de la Sociedad Chipriota de Economía.; y ha sido nombrado Profesor Emérito de la Cátedra Holly en Economía Política de la Universidad de Tennessee.

## Biografía académica
Davidson se graduó originalmente en química, obteniendo su Bachelor of Science en la Universidad de Pennsilvania, donde trabajo por algún tiempo como instructor en fisiología y química. Sin embargo su interés en economía se despertó prontamente, y recibió un MBA de la Universidad de Nueva York (1955); completando su Doctorado en la Universidad de Pennsilvania en 1959.
Davidson ha enseñado economía en la misma Universidades de Pennsilvania, Rutgers, Cambridge; Bristol y Tennessee. Es profesor visitante en el Schwartz Center For Economic Policy Analysis en la La Nueva Escuela.
Davidson es conocido como un profundo crítico de las posiciones económicas ortodoxas y ser representativo de la rama estadounidense de la Escuela postkeynesiana.

## Resumen de su propuesta
En su crítica a las posiciones ortodoxas Davidson postula dos axiomas keynesianos básicos, que sustentarían el funcionamiento económico y vician los tres axiomas clásicos, cuya postulación asegura que la demanda agregada sea igual que el producto agregado. Es decir, aseguran que el sistema -tal como es modelado- funcione de acuerdo a la ley de Say.
Esos axiomas clásicos serían:
- 1.- Axioma de la neutralidad del dinero (ver Introducción en dinero) : implica que variables monetarias o nominales no afectan variables reales. Si la cantidad de dinero se dobla, se doblan los precios pero no la producción. etc. (ver teoría cuantitativa del dinero y demanda de dinero)
- 2.- El axioma de substitubilidad general (ver bienes sustitutivos) implica que todos los bienes son substituibles por cualquier otro. Una forma más común de expresar eso es sugerir que si los precios de algún bien suben, los individuos compraran alguna otra cosa o, en otras palabras, que el gasto del agregado de los consumidores permanece estable. La consecuencia practica de esto es que los mercados -incluido el de trabajo- se vacían. Entre otras cosas, no puede haber desempleo involuntario. Se ha demostrado (Arrow y Hahn) que si este axioma es removido, se pone en duda la realidad de un equilibrio económico. En otras palabras, sin este axioma no se puede demostrar que existe una situación que produzca la vacación simultánea de todos los mercados. Consecuentemente no se puede demostrar que el pleno empleo sea un resultado automático de los mercados libres.
- 3.- El axioma de ergocidad establece que el futuro puede ser siempre y confiablemente calculado estadísticamente a partir de los datos del mercado pasado y presente. En las aproximaciones tradicionales (por ejemplo, de la escuela neoclásica) este axioma se asumía bajo la aseveración que los individuos actúan racionalmente (ver Ciencias sociales en Racionalidad) y con conocimiento perfecto del mercado (por ejemplo, a través del mecanismo de precios). En la aproximación de los Nuevos clásicos, la sugerencia es que los individuos actúan sobre la base de expectativas estadísticas -no totalmente seguras, pero con un grado de seguridad que se puede pre establecer.

Los axiomas keynesianos son:
- 1.- La elasticidad de producción de liquidez es cero (esto es lo contrario de lo enunciado en el axioma de substitución general). Es decir, ni el dinero ni otras formas de liquidez son producibles por trabajo privado. La producción del medio de intercambio y ahorro no es libre. Esto implica que ese medio no está disponible libremente para los productores si el ahorro aumenta o -por cualquier otro motivo- la demanda decae.

- 2,- La elasticidad de substitución entre medios líquidos (financieros) y bienes/servicios producibles por privados es cero. Esto implica que, por ejemplo, un aumento en la demanda por instrumentos de ahorro no se traslada automáticamente en aumento en la demanda por bienes producidos simplemente porque los precios disminuyan.

En un mundo en el cual el axioma ergodico no es aplicable, un mundo en el cual los individuos saben que no conocen el futuro -estadísticamente o no- en forma absolutamente confiable, es racional mantener alguna porción de los ingresos adquiridos en forma líquida, que permita su transformación rápida y segura en dinero. Es racional ahorrar y no utilizar todo lo ganado en consumo en la actualidad. (ver racionalidad procedimental ).
Esta situación perdurara mientras sea el caso que tanto consumidores como productores demanden como medio de liquidez algo que posea esa falta de elasticidad. En otras palabras, mientras sea correcto que el dinero no es libre sino escaso.
Pero en esa situación no todo lo producido será vendido/comprado (dado que parte de los ingresos generados en la producción serán ahorrados en lugar de ser usados para el consumo), lo que implica que en el periodo económico siguiente -y en el largo plazo- no todos los recursos económicos disponibles serán utilizados. Sigue que el nivel de producción no será suficiente para mantener el empleo óptimo de recursos económicos (incluido el trabajo) necesario para producir el bienestar general de la población. Es decir, no habrá, en el largo plazo, pleno empleo.
Davidson concluye que siempre será el caso -en una economía empresarial, basada en el uso de dinero- que los ingresos obtenidos serán ahorrados en la forma de bienes líquidos no producibles más bien que ser utilizados en el producto de la industria.
Davidson nota que en las aproximaciones clásicas solo los bienes producidos producen utilidad. En la aproximación keynesiana, el dinero y otros medios financieros no libremente producibles también satisfacen una necesidad. Sigue que el dinero no es solo “el medio de intercambio generalmente empleado” sino que cumple otras funciones económicas. El dinero no es neutral.

## Publicaciones principales
- "A Clarification of the Ricardian Rent Share", 1959, Canadian J of Econ and Political Science
- "Increasing Employment, Diminishing Returns, Relative Shares, and Ricardo", 1960, Canadian J of Econ and Political Science, 1960
- Theories of Aggregate Income Distribution, 1960
- "More on the Aggregate Supply Function," 1962, EJ
- "Employment and Income Multipliers and the Price Level," 1962, AER
- "Public Policy Problems of the Domestic Crude Oil Industry", 1963, AER
- "Modigliani on the Interaction of Real and Monetary Phenomena", with E. Smolensky, 1964, REStat
- Aggregate Supply and Demand Analysis, with E. Smolensky, 1964
- "Keynes's Finance Motive", 1965, Oxford EP
- "The Importance of the Demand for Finance", 1967, Oxford EP
- "A Keynesian View of Patinkin's Theory of Employment", 1967, EJ
- "The Valuation of Public Goods," 1968, in Garnsey and Hibbs (eds.), Social Sciences and the Environment
- "Money, Portfolio Balance, Capital Accumulation, and Economic Growth," 1968, Econometrica
- "The Demand and Supply of Securities and Economic Growth and its implications for the Kaldor-Pasinetti vs. Samuelson-Modigliani controversy", 1968, AER
- "A Keynesian View of the Relationship Between Accumulation, Money and the Money Wage Rate", 1969, EJ
- "Money and the Real World", 1972, EJ
- "A Keynesian View of Friedman's Theoretical Framework for Monetary Analysis," 1972, JPE
- Money and the Real World, 1972
- "Money as Cause and Effect", with S. Weintraub, 1973, EJ
- "Market Disequilibrium Adjustments: Marshall Revisited," 1974, Econ Inquiry
- "Oil: Its Time Allocation and Project Independence," with L.H. Falk and H. Lee, 1974, BPEA
- "Post-Keynesian Monetary Theory and Inflation", 1977, in S. Weintraub (ed.), Modern Economic Thought
- "A Discussion of Leijonhufvud's Social Consequences of Inflation", 1977, in Harcourt (ed.), Microfoundations of Macroeconomics
- "The Carter Energy Proposal", 1977, Challenge
- "Money and General Equilibrium," 1977, Economie Appliquee
- "Why Money Matters: Some Lessons of the Past Half Century of Monetary Theory", 1978, JPKE
- "The United States Internal Revenue Service: The Fourteenth Member of OPEC?", 1979, JPKE
- "Post Keynesian Approach to the Theory of Natural Resources", 1979, Challenge
- "Monetary Policy, Regulation and International Adjustments," with M.A. Miles, 1979, Economies et Societies
- "Oil Conservation: Theory vs. Policy", 1979, JPKE
- "What Is the Energy Crisis?", 1979, Challenge
- "Keynes's Paradigm: A Theoretical Framework for Monetary Analysis", with J.A. Kregel, 1980, in Nell (ed.), Growth, Property and Profits
- "The Dual Faceted Nature of the Keynesian Revolution: The Role of Money and Money Wages in Determining Unemployment and Production Flow Prices," 1980, JPKE
- "Keynes's Theory of Employment, Expectations and Indexing", 1980, Revista de Economía Latinoamericana
- "Post Keynesian Economics: Solving the Crisis in Economic Theory", 1981, in Bell and Kristol (eds.), The Crisis in Economic Theory
- "Can VAT Resolve the Shortage of Savings (SOS) Distress?", 1981, JPKE
- "Alfred Marshall is Alive and Well in Post Keynesian Economics", 1981, IHS Journal
- "A Critical Analysis of the Monetarist-Rational Expectations Supply Side (Incentive) Economics Approach to Accumulation During a Period of Inflationary Expectations," 1981, Kredit und Kapital
- International Money and the Real World, 1982
- "Rational Expectations: A Fallacious Foundation for Studying Crucial Decision-Making Processes", 1982, JPKE
- "Monetarism and Reagonomics", 1983, in S. Weintraub and Goodstein (eds.), Reagonomics in the Stagflation Economy
- "The Dubious Labor Market Analysis in Meltzer's Restatement of Keynes's Theory," 1983, JEL
- "The Marginal Product Curve Is Not The Demand Curve For Labor and Lucas' Labor Supply Function Is Not the Supply Curve for Labor", 1983, JPKE
- "An Appraisal of Weintraub's Work", 1983, Eastern EJ
- "Reviving Keynes's Revolution", 1984, JPKE
- "The Conventional Wisdom on Deficits Is Wrong", 1984, Challenge
- "Incomes Policy as a Social Institution", 1985, in Maital and Lipnowski (eds.), Macroeconomic Conflict and Social Institutions
- "Policies For Prices And Incomes", 1985, in Barrere (ed.), Keynes Today
- "Financial Markets and Williamson's Theory of Governance: Efficiency vs. Concentration vs. Power", with G.S. Davidson, 1984, Quarterly Review of Economics and Business
- "Liquidity and Not Increasing Returns Is The Ultimate Source of Unemployment Equilibrium", 1985, JPKE
- "Can Effective Demand and the Movement Towards Income Equality Be Maintained in the Face of Robotics ?", 1985, JPKE
- "Sidney Weintraub - An Economist of the Real World", 1985, JPKE
- "A Post Keynesian View of Theories and Causes of High Real Interest Rates", 1986, Thames Papers in Political Economy
- "Finance, Funding, Savings, and Investment", 1986, JPKE
- "The Simple Macroeconomics of a Nonergodic Monetary Economy vs. a Share Economy: Is Weitzman's macroeconomics too simple?", 1986, JPKE
- "Financial Markets, Investment, and Employment", 1988, in Matzner et al. (eds.), Barriers to Full Employment
- "Sensible Expectations and the Long-Run Non-Neutrality of Money", 1987, JPKE
- "A Modest Set of Proposals for Remedying The International Debt Problem", 1987, JPKE
- "Weitzman's Share Economy And The Aggregate Supply Function", 1988, in Hamouda and Smithin (eds.), Keynes and Public Policy After Fifty Years
- "Endogenous Money, The Production Process, And Inflation Analysis", 1988, Economie Appliquee
- "A Technical Definition of Uncertainty and the Long Run Non- Neutrality of Money", 1988, Cambridge JE
- Economics for a Civilized Society, with G. Davidson, 1988
- "Keynes and Money" 1989, in Hill (ed.), Keynes, Money, and Monetarism
- "Prices and Income Policy: An Essay in Honor of Sidney Weintraub", 1989, in Barrere (ed.), Money, Credit, and Prices in Keynesian Perspective
- "Patinkin's Interpretation of Keynes and the Keynesian Cross", 1989, HOPE
- "Only in America: Neither The Homeless Nor The Yachtless Are Economic Problems", 1989, JPKE
- "The Economics of Ignorance Or Ignorance of Economics?", 1989, Critical Review
- "Shackle and Keynes vs. Rational Expectations Theory on the Role of Time, Liquidity, and Financial Markets" 1990, in S. Frowen (ed.), Unknowledge and Choice in Economics
- "Liquidity Proposals for a New Bretton Woods Plan", 1990, in Barrere, Keynesian Economic Policies
- "On Thirlwall's Law", 1990, Revista de Economía Política
- Collected Writings of Paul Davidson (2 vols.), 1990-1.
- Controversies in Post Keynesian Economics, 1991
- " A Post Keynesian Positive Contribution To `Theory'", 1991, JPKE
- "Is Probability Theory Relevant For Choice Under Uncertainty?: A Post Keynesian Perspective", 1991, JEP
- "What Kind of International Payments System Would Keynes Have Recommended for the Twenty-First Century?" 1991, in Davidson and Kregel (eds.), Economic Problems of the 1990s
- "Money: Cause or Effect? Exogenous or Endogenous?", 1992, in Nell and Semmler (eds.), Nicholas Kaldor and Mainstream Economics
- "Eichner's Approach to Money and Macroeconomics", 1992, in Milberg (ed.), The Megacorp and Macrodynamics
- "Reforming The World's Money", 1992, JPKE
- "The Elephant and the Butterfly; or Hysteresis and Post Keynesian Economics", 1993, JPKE
- "Would Keynes Be a New Keynesian?", 1992, Eastern EJ
- "Asset Deflation and Financial Fragility" 1993, in Arestis (ed.), Contemporary Issues in Money and Banking
- Can the Free Market Pick Winners? (editor), 1993
- Growth, Employment and Finance: Economic Reality and Economic Theory, (co-edited with J.A. Kregel), 1994
- "The Asimakopulos View of Keynes's General Theory", 1994, in Harcourt and Roncaglia (eds.), Investment and Employment in Theory and Practice
- "Monetary Theory and Policy In A Global Context With A Large International Debt" 1994, in Frowen (ed.), Monetary Theory and Monetary Policy
- Post Keynesian Macroeconomic Theory: a foundation for successful economic policies for the Twenty-first Century, 1994
- Economics For A Civilized Society, with Greg Davidson, 1996.
- "What Are The Essential Characteristics of Post Keynesian Monetary Theory?", 1996, in G. Deleplace and E. J. Nell (eds.), Money in Motion
- "The General Theory in An Open Economy," 1996, in Harcourt and Riach (eds.), A Second Edition of the General Theory
- "Reality and Economic Theory", 1996, JPKE
- "Are Grains of Sand In The Wheels of International Finance Sufficient To Do The Job When Boulders Are Often Required?" 1997, EJ
- "Post Keynesian Employment Analysis And the Macroeconomics of OECD Unemployment," 1998, EJ.
- "Is a Plumber Or A Financial Architect Needed to End Global International Liquidity Problems?", 2000, World Development
- Financial Markets, Money and the Real World, 2002
- "Is Fixed Exchange Rates the Problem and Flexible Exchange Rates the Cure?", 2003, Eastern EJ
- "Is 'Mathematical Science' An Oxymoron When Used to Describe Economics?", 2003, JPKE
- "Setting the Record Straight on 'A History of Post Keynesian Economics'", 2004, JPKE
- "The Post Keynesian School", Snowden and Vane (eds.) Modern Macroeconomics, 2005
- "What is Post Keynesianism and Who Is A Post Keynesian? Responses to Lavoie, King and Dow," 2005, JPKE
- "Galbraith and The Post Keynesians", 2005, JPKE
- "Can, Or Should, A Central Bank Inflation Target?" 2006, JPKE
- "Keynes and Money" in Arestis and Sawyer (eds.) Handbook of Alternative Monetary Economics, 2006
- "Keynes, Post Keynesian Analysis, and the Open Economies of the Twenty-first Century" Arestis, McCombie and Vickerman (eds.) Growth and Economic Development, 2006
- "Are We Making Progess Towards A Civilized Society?", 2007, JPKE
- John Maynard Keynes, 2007
- "How To Solve The U.S. Housing Problem and Avoid A Recession: A Revived HOLC and FTC", Schwartz Center For Economic Policy Analysis: Policy Note, 2008.
- "Securitization, Liquidity, and Market Failure", 2008, Challenge
- "Is The Current Financial Distress Caused By The Sub Prime Mortgage Crisis A Minsky moment? Or Is It The Result of Attempting To Securitize Illiquid Non Commercial Mortgage Loans?", 2008, JPKE
- The Keynes Solution: The Path to Global Economic Prosperity, 2009

## Citas
1. ↑  «Paul Davidson». Chicago Tribune (en inglés). 23 de junio de 2024. Consultado el 23 de junio de 2024.
2. ↑  Universidad de Tennessee: Paul Davidson Archivado el 10 de junio de 2010 en Wayback Machine.
3. ↑   Journal of Post Keynesian Economics
4. ↑  «Ekonomia: Editorial Information». Archivado desde el original el 28 de febrero de 2009. Consultado el 23 de julio de 2010.
5. ↑  «Paul Davidson». Archivado desde el original el 10 de junio de 2010. Consultado el 23 de julio de 2010.
6. ↑   para todo lo que sigue, ver por ejemplo, Paul Davidson: Financial markets, money and the real world, cap 3 (Uncertainty and Reality in economic models) especialmente pp 43-46